# Карами, Юсеф
Юсеф Карами (перс. یوسف کرمی‎, 22 марта 1983, Меяне, Иран) — иранский таэквондист, двукратный чемпион мира, бронзовый призёр Олимпийских Игр.

## Биография
В 2004 году на Олимпийских играх в Афинах соревновался в весовой категории в категории до 80 кг. По ходу турнира он выиграл бои против тайца Криангкрая Нойкоеда (16—12), австралийца Дэниела Трентона (13—9), но уступил в полуфинале американцу Стивену Лопесу (6—7). В боях за бронзовую медаль Юсеф победил тунисца Хишема аль Хамдоуни (12—4) и азербайджанца Рашада Ахмадова (9—8).
В 2012 году на Олимпийских играх в Лондоне в категории до 80 кг уступил на первом круге испанцу Николасу Гарсие (2—8). В боях за бронзовую медаль Юсеф также уступил британцу Мухаммаду Лутало (7—11).
Также он дважды выигрывал чемпионаты мира в 2003 и 2011 годах.